# Kamuta Latasi
Sir Kamuta Latasi, né le 4 septembre 1936 à Laulii (Samoa), est un homme politique tuvaluan. Il est Premier ministre de 1993 à 1996 et Speaker (président) du Parlement tuvaluan entre 2006 et 2014.
Lorsqu'il était Premier ministre, Latasi, ne cachant pas ses sympathies pro-républicaines, a souhaité desserrer les liens entre les Tuvalu et la Couronne. En 1995, il fait modifier le drapeau des Tuvalu pour en ôter le Blue Ensign britannique.

## Biographie
Le 3 janvier 2008, Latasi est reçu par la reine des Tuvalu, Élisabeth II, et obtient le titre de chevalier (knighthood). Il devient par la même occasion membre du Conseil privé.
Président du Parlement à partir de décembre 2010 et allié du Premier ministre Willy Telavi, il joue un rôle clef dans la crise politique de 2013. N'ayant plus de majorité claire au Parlement depuis décembre 2012, Telavi parvient à ne pas convoquer le Parlement avant le 30 juillet 2013. L'opposition parlementaire, devenue majoritaire, cherche alors à destituer le gouvernement par une motion de censure. Latasi refuse la tenue de ce vote et suspend la session. Ce refus amène l'opposition à se tourner vers le gouverneur général, Sir Iakoba Italeli. Celui-ci limoge le Premier ministre et nomme le chef de l'opposition officielle, Enele Sopoaga, premier ministre par intérim.
Latasi est l'époux de Naama Latasi, qui fut ministre de la Santé, de l'Éducation et des Services communautaires de 1989 à 1993.